# نظام اقتصادی

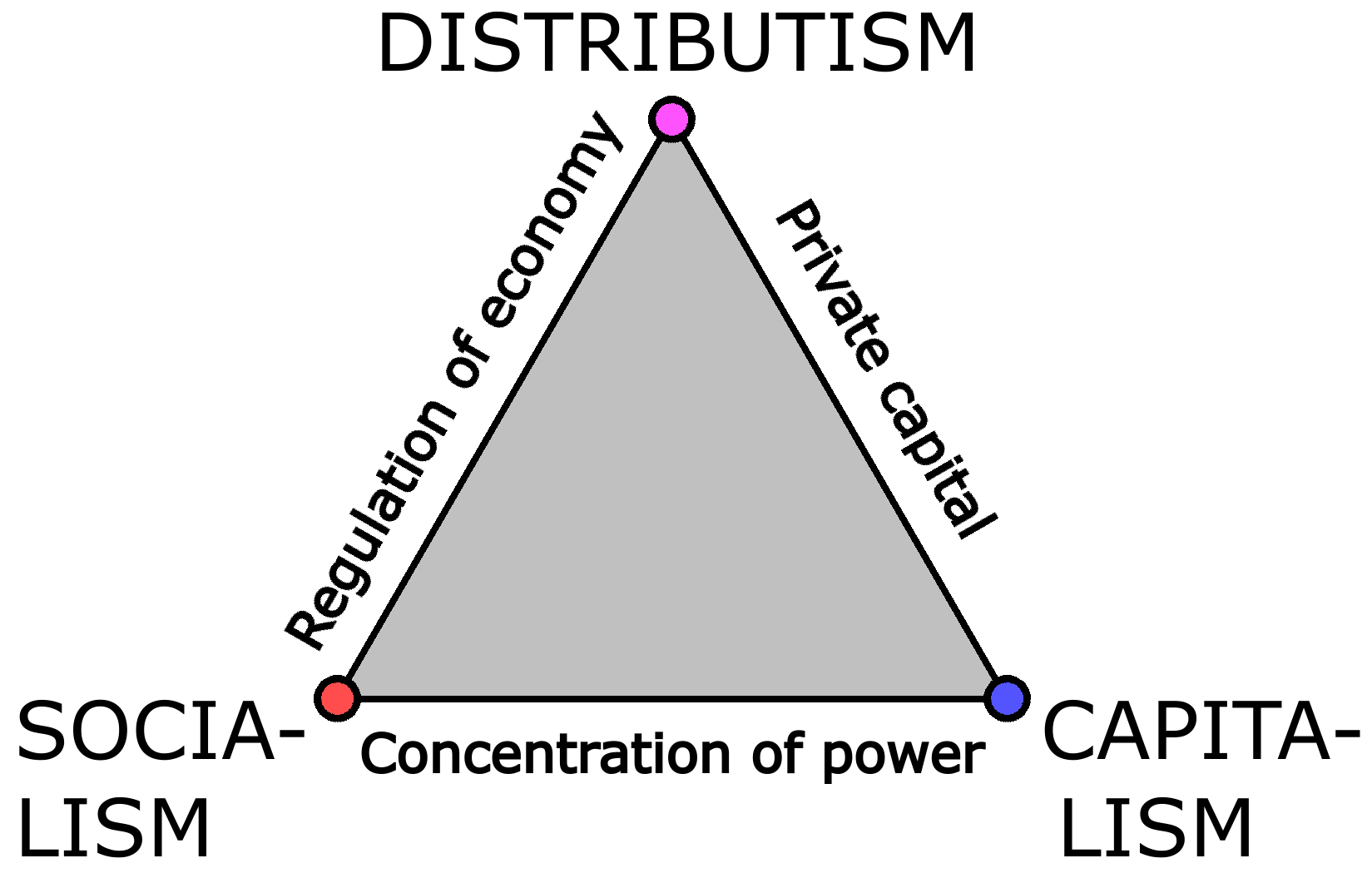
نظام اقتصادی

نظام اقتصادی (به انگلیسی: Economic system) سیستم تولید، تخصیص منابع و توزیع کالاها و خدمات در یک جامعه یا یک منطقه جغرافیایی معین است. این سیستم شامل ترکیبی از سازمان‌ها، آژانس‌ها، نهادها، فرآیندهای تصمیم‌گیری و الگوهای مصرف مختلف است که ساختار اقتصادی یک جامعه معین را تشکیل می‌دهند.
نظام اقتصادی نوعی نظام اجتماعی است. شیوه تولید یک مفهوم مرتبط با نظام اقتصادی است. همه نظام‌های اقتصادی باید با چهار مشکل اساسی اقتصادی مقابله کرده و آنها را حل کنند:
- چه نوع و چه مقدار کالایی باید تولید شود.
- نحوه تولید کالا
- نحوه توزیع خروجی
- چه زمانی تولید شود.[۲]

مطالعه سیستم‌های اقتصادی شامل چگونگی پیوند این آژانس‌ها و نهادهای مختلف با یکدیگر، نحوه جریان اطلاعات بین آن‌ها و روابط اجتماعی درون سیستم (از جمله حقوق مالکیت و ساختار مدیریت) است. تحلیل سیستم‌های اقتصادی به‌طور سنتی بر دوگانگی‌ها و مقایسه‌های بین اقتصادهای بازار و اقتصادهای برنامه‌ریزی شده و تمایزات بین سرمایه‌داری و سوسیالیسم متمرکز بود. متعاقباً، طبقه‌بندی سیستم‌های اقتصادی گسترش یافت و موضوعات و مدل‌های دیگری را نیز دربر گرفت که با دوگانگی سنتی مطابقت نداشتند.
امروزه شکل غالب سازماندهی اقتصادی در سطح جهان بر اقتصاد مختلط بازارمحور استوار است. یک نظام اقتصادی را می‌توان جزئی از نظام اجتماعی و از نظر سلسله مراتبی برابر با نظام حقوقی، نظام سیاسی، فرهنگی و غیره دانست. اغلب یک همبستگی قوی بین ایدئولوژی‌های خاص، سیستم‌های سیاسی و سیستم‌های اقتصادی خاص وجود دارد (برای مثال، معانی اصطلاح «کمونیسم» را در نظر بگیرید). بسیاری از سیستم‌های اقتصادی در زمینه‌های مختلف با یکدیگر همپوشانی دارند (برای مثال، اصطلاح «اقتصاد مختلط» می‌تواند شامل عناصری از سیستم‌های مختلف باشد). همچنین دسته‌بندی‌های سلسله مراتبی متقابل متفاوتی وجود دارد.

## فهرست انواع نظام‌های اقتصادی
- اقتصاد منبع‌محور
- سرمایه‌داری
- کمونیسم
- سوسیالیسم
- فئودالیسم
- توزیع گرایی
- دولت‌گرایی
- فروانروایی آب‌محور
- دموکراسی فراگیر
- اقتصاد بازار
- سوداگرایی
- همیاری (اقتصاد)
- اقتصاد شبکه
- نظام غیر ملکی
- اقتصاد کاخی
- اقتصاد مشارکتی
- پاتلچ (Potlatch)
- نظریه بهره‌برداری پیشرونده
- نظام ملکی (Proprietism)
- اعتبار اجتماعی
- خودمدیریتی کارگران

## انواع اصلی

### نظام سرمایه‌داری
سرمایه‌داری عموماً اجازه مالکیت خصوصی ابزار تولید (سرمایه) را داده و اقتصاد بازار قیمت‌ها را تعیین می‌کند. سرمایه‌داری شرکتی به یک بازار سرمایه‌داری گفته می‌شود که با تسلط شرکت‌های سلسله مراتبی و دیوان‌سالاری مشخص می‌شود.
سوداگرایی مدل غالب در اروپای غربی از قرن ۱۶ تا ۱۸ بود. این امر امپریالیسم و استعمار را تشویق کرد تا اینکه تغییرات اقتصادی و سیاسی منجر به استعمار زدایی جهانی شد. سرمایه‌داری مدرن تجارت آزاد را برای بهره‌گیری از افزایش کارایی به دلیل مزیت نسبی ملی و صرفه‌جویی در مقیاس در بازار بزرگتر و جهانی‌تر ترجیح داده‌است. برخی از منتقدان اصطلاح استعمار نو را برای عدم تعادل قدرت بین شرکت‌های چند ملیتی که در بازار آزاد فعالیت می‌کنند در مقابل افراد به ظاهر فقیر در کشورهای در حال توسعه به کار می‌برند.

### اقتصاد مختلط
تعریف دقیقی از «اقتصاد مختلط» وجود ندارد. از لحاظ نظری، ممکن است به یک سیستم اقتصادی اشاره داشته باشد که یکی از سه ویژگی را ترکیب می‌کند: مالکیت عمومی و خصوصی صنعت، تخصیص مبتنی بر بازار با برنامه‌ریزی اقتصادی، یا بازارهای آزاد با مداخله گرایی دولتی.
در عمل، «اقتصاد مختلط» به‌طور کلی به اقتصادهای بازار محور با مداخله‌گرایی دولتی یا بخش عمومی قابل ملاحظه در کنار یک بخش خصوصی غالب اشاره دارد. در واقع، اقتصادهای مختلط به شدت به یک انتهای طیف جذب می‌شوند. مدل‌ها و نظریه‌های اقتصادی قابل توجهی که تحت عنوان «اقتصاد مختلط» توصیف شده‌اند شامل موارد زیر می‌شوند:
- جورجیسم (Georgism) - جورجسیم که در دوران مدرن جئوئیسم نیز نامیده می‌شود و از نظر تاریخی به عنوان جنبش مالیات واحد شناخته می‌شود، یک ایدئولوژی اقتصادی است که معتقد است، اگرچه مردم باید مالک ارزشی باشند که خودشان تولید می‌کنند، رانت اقتصادی حاصل از زمین - از جمله از همه منابع طبیعی، منابع مشترک، و مکان‌های شهری - باید به‌طور مساوی متعلق به همه اعضای جامعه باشد.[۵][۶][۷]
- اقتصاد مختلط (می‌توان آن را تحت عناوین زیادی دسته‌بندی کرد)
  - مکتب آمریکایی
  - دیرگیسم (Dirigisme)
  - برنامه‌ریزی شاخص، که به عنوان اقتصاد بازار برنامه‌ریزی شده نیز شناخته می‌شود
  - سیستم ژاپنی
  - مدل نوردیک
  - نظریه بهره‌برداری پیشرونده
  - شرکت‌گرایی اجتماعی
  - اقتصاد بازار اجتماعی، همچنین به عنوان Soziale Marktwirtschaft (سرمایه‌دار مختلط) نیز شناخته می‌شود.
  - سیاست اقتصادی جدید (سوسیالیستی مختلط)
  - سرمایه‌داری دولتی
  - اقتصاد بازار سوسیالیستی

### اقتصاد سوسیالیستی
نظام‌های اقتصادی سوسیالیستی (که همگی دارای مالکیت اجتماعی بر ابزار تولید هستند) را می‌توان بر اساس مکانیسم هماهنگ‌کننده‌شان (برنامه‌ریزی و بازار) به نظام‌های سوسیالیستی برنامه‌ریزی‌شده و سوسیالیستی بازار تقسیم کرد. علاوه بر این، سوسیالیسم را می‌توان بر اساس ساختارهای دارایی آنها بین آنهایی که مبتنی بر مالکیت عمومی، تعاونی‌های کارگری یا مصرف‌کننده و مالکیت مشترک (یعنی غیر مالکیت) است تقسیم کرد. کمونیسم مرحله‌ای فرضی از توسعه سوسیالیستی است که توسط کارل مارکس به عنوان «سوسیالیسم مرحله دوم» در کتاب نقد برنامه گوتا بیان شده‌است، که به موجب آن خروجی اقتصادی بر اساس نیاز و نه صرفاً بر اساس سهم نیروی کار توزیع می‌شود.
مفهوم اولیه سوسیالیسم شامل جایگزینی پول به عنوان واحد محاسبه و قیمت‌های پولی به عنوان یک کل با محاسبه در نوع (یا ارزش‌گذاری بر اساس واحدهای طبیعی)، با جایگزینی تصمیمات تجاری و مالی با معیارهای مهندسی و فنی برای مدیریت اقتصاد بود. اساساً، این بدان معنی بود که سوسیالیسم تحت پویایی‌های اقتصادی متفاوتی نسبت به سرمایه‌داری و سیستم قیمت عمل می‌کند. مدل‌های بعدی سوسیالیسم که توسط اقتصاددانان نئوکلاسیک (به‌ویژه اسکار لانگه و آبا لرنر) ایجاد شد، مبتنی بر استفاده از قیمت‌های فرضی ناشی از رویکرد آزمون و خطا برای دستیابی به قیمت‌های تسویه بازار از سوی یک آژانس برنامه‌ریزی بود. این مدل‌های سوسیالیسم، «سوسیالیسم بازار» نامیده می‌شوند زیرا نقشی برای بازار، پول و قیمت‌ها در بر می‌گرفتند.
تأکید اصلی اقتصادهای برنامه‌ریزی‌شده سوسیالیستی، هماهنگ‌کردن تولید برای ساخت بازده اقتصادی، برای برآورده کردن مستقیم تقاضای اقتصادی است، که در مقابل مکانیسم غیرمستقیم سیستمِ سود قرار دارد که در آن ارضای نیازها تابع تعقیب سود است؛ و نیروهای مولد اقتصاد را به شیوه ای کارآمدتر پیش ببرند به صورتی که از ناکارآمدی‌های سیستمی (فرایندهای چرخه‌ای) و بحران اضافه تولید مصون باشند تا تولید تابع نیازهای جامعه باشد نه نظم دادن به انباشت سرمایه.